# Химушин, Николай Фёдорович

Почтовый конверт СССР

Никола́й Фёдорович Хи́мушин (1922, село Высокиничи, Калужская губерния — 1943) — участник Великой Отечественной войны, лейтенант (1944, посмертно), Герой Советского Союза (1944, посмертно).

## Биография
Родился 13 апреля 1922 года в селе Высокиничи Тарусского уезда Калужской губернии. Рано остался без родителей, жил в Москве в семье старшей сестры, заменившей ему мать. В 1940 году окончил 375-ю (с 1965 года — 387-я) среднюю школу в Москве, в районе Сокольников. Призван в Красную Армию Сокольническим районным военкоматом города Москвы в январе 1940 года. В 1941 году окончил Борисоглебскую военную авиационную школу пилотов, стал лётчиком-истребителем.
С июля 1942 года — на фронте, старший лётчик 814-го истребительного авиаполка. Летал на самолётах Як-1 и Як-9. Воевал над Сталинградом, участвовал в Ворошиловградской наступательной и Харьковской оборонительной операциях зимой и весной 1943 года. В 1943 году был принят в кандидаты в члены ВКП(б).
Первые две победы одержал в один день. 15 января 1943 года сопровождал группу бомбардировщиков Пе-2, бомбившую вражеский аэродром в Старобельске. При возвращении он увидел два истребителя противника, догонявших строй бомбардировщиков. Выйдя в лобовую атаку на ведущий «Ме-109», сбил его, затем в завязавшемся манёвренном бою — сбил второй. Был ранен в лицо и, несмотря на полученные машиной повреждения, сумел довести самолёт до своего аэродрома и благополучно посадить.

### Гибель
В конце июля 1943 года лётчики 814-го иап (207-я истребительная авиационная дивизия, 3-го смешанного авиационного корпуса, 17-я воздушная армия) Николай Химушин и Александр Ширяков на истребителях Як-1 проводили ежедневную разведку в районе: Краснопавловка — Изюм — Барвенково. По выполнении задания разведчики возвращались домой одним и тем же маршрутом.
Немцы заметили шаблон проведения разведки и предприняли контрмеры. 27 июля четыре истребителя Fw-190 встретили разведчиков в районе Дубровки. Разведчики попытались уклониться от боя, пробив тонкий слой облаков. Однако выше облаков их немедленно атаковали ещё два истребителя противника.
Несмотря на численное превосходства противника, советским пилотам удалось вырваться из ожесточённого боя. Николай Химушин был ранен, из пробитого бензобака его самолёта стал вытекать бензин. Под прикрытием Александра Ширякова, маскируясь облачностью, на предельной скорости Николай попытался дотянуть до своей территории. Два немецких истребителя продолжали преследовать его до Северского Донца, и один из них при попытке атаковать самолёт Химушина был сбит Ширяковым. Второй преследователь повернул на запад.
В районе Коровьего Яра Химушин пересёк линию фронта. На левой плоскости возник огонь и вскоре другого выхода, кроме как выброситься с парашютом, не осталось. При попытке покинуть самолёт лётчик головой ударился о стабилизатор и погиб, так и не раскрыв парашюта.
К моменту гибели совершил 192 боевых вылета, провёл 49 воздушных боёв, сбил 10 самолётов противника лично и 2 в группе. По другим данным, одержал 11 личных и 2 групповые победы.
Похоронен в городском саду города Купянска.
Указом Президиума Верховного Совета СССР «О присвоении звания Героя Советского Союза офицерскому составу военно-воздушных сил Красной Армии» от 4 февраля 1944 года за «образцовое выполнение боевых заданий командования на фронте борьбы с немецкими захватчиками и проявленные при этом отвагу и геройство» удостоен посмертно звания Герой Советского Союза.

### Неточности
- Встречается другая, более героическая версия гибели пилота, придуманная уже после войны: находясь на патрулировании, обнаружил группу бомбардировщиков под прикрытием истребителей и вступил в бой. Сбил 3 самолёта врага. Его машина была буквально изрешечена и врезалась в землю[3]. Однако даже в представлении на присвоение Николаю Химушину посмертно звания Героя Советского Союза, где перечислены его подвиги в воздушных боях, такой факт не упоминается[4].
- Встречаются указания на иное место службы лётчика — 106-й гвардейский истребительный авиационный полк[5] 11-й гвардейской истребительной авиационной дивизии 1-го гвардейского смешанного авиационного корпуса. Эта ошибка истекает из того, что полк, дивизия и корпус получили гвардейские звания и новые номера приказом от 28 августа 1943 года, после гибели Николая Химушина. Наградной лист был написан (29 октября 1943 года) и подписан командирами этих частей уже после присвоения им гвардейских званий, поэтому в документе указаны уже их гвардейские наименования, а из него они были перенесены и в некоторые публикации о Герое.

## Награды
- Герой Советского Союза (4.02.1944, посмертно);
- орден Ленина (4.02.1944, посмертно)[5];
- орден Отечественной войны 1-й степени (15.08.1943)[5];
- орден Красной Звезды (7.07.1943)[6];
- медаль «За отвагу» (31.12.1942)[5].

## Память
- Памятник в Купянске.
- В 1965 году его именем названа улица в Метрогородке (Москва).
- Его именем названы также улицы в городе Купянск и в селе Подолы Купянского района.
- Мемориальная доска на здании школы, где учился Николай Химушин (Москва, 2-я Бухвостова улица, 6).
- В 1969 году был выпущен почтовый конверт СССР, посвящённый Химушину[7].
- В 1980—1990-х годах на Киевском направлении Московской железной дороги эксплуатировался электропоезд пригородного сообщения, названный именем Н. Ф. Химушина.
- В селе Высокиничи (Калужская область) установлен памятник.